# Ludomir Goździkiewicz
Ludomir Karol Goździkiewicz (ur. 13 marca 1935 w Łowiczu, zm. 10 marca 2014) – polski polityk i zootechnik, poseł na Sejm X kadencji.

## Życiorys
Syn pisarza Teodora Goździkiewicza. W 1957 ukończył studia w Szkole Głównej Gospodarstwa Wiejskiego. W latach 1968–2000 był dyrektorem Stacji Hodowli i Unasieniania Zwierząt w Łowiczu. W latach 80. pełnił obowiązki wiceprzewodniczącego Wojewódzkiego Komitetu Zjednoczonego Stronnictwa Ludowego w Skierniewicach, był także przewodniczącym Wojewódzkiej Rady Narodowej (1980–1988). W latach 1989–1991 sprawował mandat posła na Sejm kontraktowy z puli ZSL wybranego w okręgu skierniewickim. Zasiadał w Komisji Obrony Narodowej, Komisji Ochrony Środowiska, Zasobów Naturalnych i Leśnictwa, Komisji Polityki Gospodarczej, Budżetu i Finansów oraz w dwóch komisjach nadzwyczajnych. Po przekształceniu partii należał do Polskiego Stronnictwa Ludowego.
Mieszkał w Łowiczu.

## Odznaczenia
- Krzyż Oficerski Orderu Odrodzenia Polski (2004)[3]
- Krzyż Kawalerski Orderu Odrodzenia Polski (1984)
- Złoty Krzyż Zasługi (1977)[4]